# Shannon Leto
Shannon Leto (født 9. marts 1970) er en amerikansk trommeslager, og er bror til Jared Leto. Shannon er også en del af rock gruppen 30 Seconds to Mars.

## Liv og karriere
Shannon Leto blev født i den amerikanske by Bossier City i Louisiana. siden han var 5 har han spillet tromme, og lige nu er han aktuel med rock bandet 30 Seconds to Mars. Nogle af Shannons yndlingstrommeslagere er John Bonham, Roger tyler, Stewart Copeland, Keith Moon, Nick Mason og danske Lars Ulrich. Shannon er også kendt for at være meget hurtig til at spille rytmer på sættet.

## Instrumentering

### Tromme sæt
- 14" x 7.5" lilletromme
- 8" Rototom
- 8" x 8" Tom
- 10" x 8" Tom
- 12" x 8" Tom
- 14" x 8" Tom
- 18" x 18" gulv Tom
- 16" x 18" gulv Tom
- 20" x 19" store tromme

### Bækkener
- 14" AA Hi-Hats
- 10" AAX Splash
- 8" Chopper
- 8" AA China Splash
- 14" AAX Mini Chinese
- 19" AAX X-Plosion Crash
- 19" AAX X-Treme Chinese
- 20" AAX Stage Crash
- 21" HHX Raw Bell Dry Ride

## Diskografi

### 30 Seconds to Mars
- 2002 – 30 Seconds to Mars (album)
- 2005 – A Beautiful Lie
- 2009 – This Is War
- 2013 - Love Lust Faith + Dreams

#### The Wondergirls
- 1999 – Drop That Baby
- 1999 – Lets Go All The Way